# Sarcophaga tshernovi
Sarcophaga tshernovi är en tvåvingeart som beskrevs av Yu. G. Verves 1980. Sarcophaga tshernovi ingår i släktet Sarcophaga och familjen köttflugor. Inga underarter finns listade i Catalogue of Life.